# Henrietta Louisa Koenen
Henrietta Louisa Koenen (Nieuwer-Amstel, 25 juni 1830 – Amsterdam, 6 maart 1881) was een Nederlandse verzamelaarster van grafiek en tekeningen van vrouwelijke kunstenaars.
Koenen was de eerste in Nederland die een collectie van door vrouwen gemaakte tekeningen en grafiek samenstelde. Ze verzamelde niet alleen bekende kunstenaars als Angelica Kauffmann en Maria Cosway, maar ook zeldzame en ongewone prenten van onder meer Madame de Pompadour, Charlotte Bonaparte en koningin Victoria. Drie jaar na haar dood werden de meer dan 500 prenten uit haar collectie via de firma Frederik Muller verkocht, en belandden in de New York Public Library. In 2015 organiseerde de bibliotheek een tentoonstelling rond haar verzameling onder de titel Printing Women: Three Centuries of Female Printmakers.
Ze was de oudste van drie dochters en trouwde in 1861 met Johan Philip van der Kellen, graveur bij de Rijksmunt. Hun huwelijk bleef kinderloos. Ze woonden aanvankelijk in Utrecht, maar door de benoeming van Van der Kellen tot directeur van het Rijksprentenkabinet in 1876 verhuisde het paar naar Amsterdam. Henrietta vergezelde haar man vaak op zijn reizen. Volgens vriend Frederik Adama van Scheltema, die vaak bij hen over de vloer kwam, assisteerde zij haar echtgenoot door originele prenten over te trekken die zij tijdens deze reizen zagen. Door de contacten die ze tijdens die reizen maakte kon ze haar verzameling opbouwen.
- Biografisch Portaal: 20276823